# Castelo de Sines
O Castelo de Sines, no Alentejo, localiza-se na freguesia, na cidade e no município de Sines, distrito de Setúbal, em Portugal.
Tinha como finalidade defender aquela área da costa alentejana, principalmente a povoação e o seu importante porto de pesca, que era assolada corsários.
O Castelo de Sines está classificado como Imóvel de Interesse Público desde 1933.
Ocupando parte das suas edificações está atualmente o Museu de História Natural de Sines. Na antiga torre de menagem, onde se acredita que terá nascido Vasco da Gama, foi instalado um museu relativo ao navegador e aos Descobrimentos Portugueses.

## História

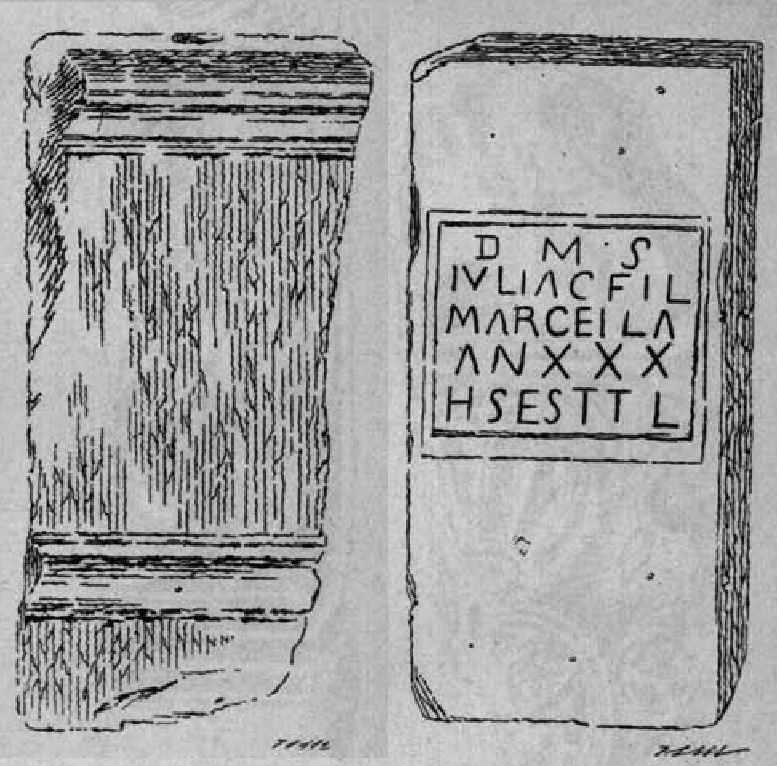
Ara funerária romana em mármore, encontrada no castelo de Sines.

### Antecedentes
O local onde se ergue o castelo foi habitado desde a pré-história, mais precisamente o período Paleolítico, devido à sua grande importância para a defesa, uma vez que se situa no alto de uma colina sobre o oceano. Com efeito, as escavações arqueológicas revelaram a presença de vestígios de ocupação do Paleolítico e Epipaleolítico. O investigador Arnaldo Soledade avançou a teoria, na sua obra Sines Terra de Vasco da Gama, de que no local do castelo teria existido um castro durante a Idade do Ferro. Porém, o primeiro povoado estável só se terá formado durante a época romana, provavelmente na área do castelo, sendo talvez o porto da cidade de Miróbriga, situada a cerca de 17 Km de distância. Para isso terá contribuído a posição privilegiada de Sines, numa região costeira com poucos abrigos naturais.
Um dos vestígios romanos foi um pedestal de uma estátua do deus Marte, que foi inserido nas muralhas do castelo. Nas muralhas também foram encontrados documentos epigráficos que se referem a um possível templo naquela área de Sines, no VII d.C.. Estas inscrições poderão ser as referidas pelo investigador britânico Edward Spencer Dodgson numa carta escrita em 1897 a José Leite de Vasconcelos, que as descreveu como estando situadas na muralha do castelo, por cima de uma torre. No artigo Excursão arqueológica à Extremadura Transtagana, publicado na revista O Arqueólogo Português, de 1914, José Leite de Vasconcelos menciona a existência de «dois mármores, um com uma escultura, e outro com uma inscrição, que algum valor possuíam; pelo que, com autorização do Ministério da Guerra, e informação benévola do Sr. Comandante Militar do castelo, as mandei extrair, e transportar para o museu, onde agora se encontram. O mármore epigráfico tem quatro faces, uma das quais, e só ela, está talhada de fórma de ara, com cimalha, fuste e base. Isto não é caso único, pois a pedra, como outras da mesma fórma, devia ficar encostada a um muro; tambem hoje fazem os marceneiros cousa semelhante com alguns móveis, para pouparem madeira. O que porém é notável é que a inscrição não figure nessa face, mas na oposta, onde esculpiu um quadro de 0m,40 x 0m,43 para conter a inscrição, que diz D(iis) M(anibus) S(acrum). Iulia, C(ai) Fil(ia), Marcella, an(norum) 30, h(ic) s(sita) e(st): (sit) t(ibi) t(erra) l(evis), ou em português: «Aos deuses Manes. Júlia Marcela, filha de Caio Júlio Marcelo, de 30 anos de idade, está aqui sepultada: seja-te leve a terra». Êste texto não combina com o do Corpus, II, 30, que nos foi inexactamente copiado. Não se percebem traços horizontais nos AA, nem hederae distinguentes, o que será devido a estar gasta a pedra. Pelo mesmo motivo ha letras mal legíveis, o que denotei por pontos - Em cima lavrou-se um foculus ou patera, cavidade circular, de 0m,105 a 0,11 de diâmetro, e pouca profundidade. O resto da superfície superior onde está a cavidade é lisa. - Vê-se que a pedra teve duas serventias. Talvez do lado da ara houvesse uma inscrição pintada; de inscrição gravada não póde falar-se. - Altura total da pedra 1m,25; largura 0m,465; espessura 0m,31. O segundo monumento é um monólito, tambem de quatro faces, de 2m,04 de altura, e 0m,37 de largura máxima. Duas das faces estão lisas, e duas tem ornatos de baixo-relêvo. Uma das faces ornadas era maior primitivamente do que hoje, pois foi quebrada de alto a baixo; a outra está mais ou menos intacta. Os desenhos que acompanham o meu artigo dispensam descrição dos relevos. Esta pedra parece que fazia parte de um cunhal, ou dos ornatos de uma porta ou janela; ficavam visíveis as duas faces ornamentadas, e embutidas na parede as restantes. Os ornatos assemelham-se aos de um túmulo de Ravenna, do séc. VIII-IX, figurados na Notizie degli scavi, 1899, p. 5».
Muito perto da muralha meridional do castelo também foram encontrados vestígios romanos, incluindo uma fábrica de salga do século I d.C., e um forno de cozer cerâmica. Tanto no interior do castelo como no Largo João de Deus foram igualmente encontrados vestígios de estrutruas dos períodos do Baixo Império e tardo-antigo, apontando para uma ocupação provavelmente entre os séculos IV a VI.

### O castelo medieval
O local onde se ergue o castelo foi depois ocupado durante a Alta Idade Média, tendo vários autores avançado a teoria de que no século VII, ou durante o período moçárabe, existiu um templo cristão, provavelmente no local da Igreja Matriz. Grande parte da estrutura deste santuário primitivo foi depois aproveitada para as muralhas do castelo, como foi constatado pelos trabalhos arqueológicos. Porém, não foram encontrados vestígios definitivos de habitação durante o período islâmico. Com efeito, nas escavações verificou-se um grande hiato em termos de indícios arqueológicos, entre os séculos VI, último período de ocupação, e XVI, quando foi provavelmente construído.
Sines foi definitivamente tomada pelo rei D. Afonso III, como parte do processo da Reconquista cristã, que a colocou sob o domínio administrativo de Santiago do Cacém, como parte do território da Ordem de Santiago. A povoação continuou a crescer ao longo dos séculos XIII e XIV, dinamizada pelo seu porto, tendo então pedido ao rei D. Pedro I para lhe conceder a autonomia administrativa em relação a Santiago do Cacém. Em 1362, o monarca deu um foral a Sines, garantindo-lhe desta forma a autonomia administrativa, embora tenha imposto a condição de ser construída uma fortaleza ou cerca defensiva. sendo esta a referência mais antiga conhecida ao castelo. Esta decisão foi motivada pela forte importância que Sines tinha para a defesa desta faixa da costa alentejana, que era então frequentemente atacada por corsários. Além disso, esta cerca iria melhorar as condições de defesa da vila, permitindo o seu desenvolvimento.
Porém, por motivos desconhecidos as obras não se iniciaram de imediato, e só muitos anos depois, por volta de 1424, é que começou a construção do castelo, a pedido do procurador do povo Francisco Neto Pão Alvo. Um dos vestígios do castelo original poderá ser a janela mainelada na Torre de Menagem. Um dos alcaides mais conhecidos do Castelo de Sines foi Estêvão da Gama, pai do navegador Vasco da Gama, que aqui teria nascido em 1469. Com efeito, acredita-se que Vasco da Gama terá nascido na torre de menagem do castelo. Durante o mandato de Estêvão da Gama, o castelo foi alvo de algumas obras.

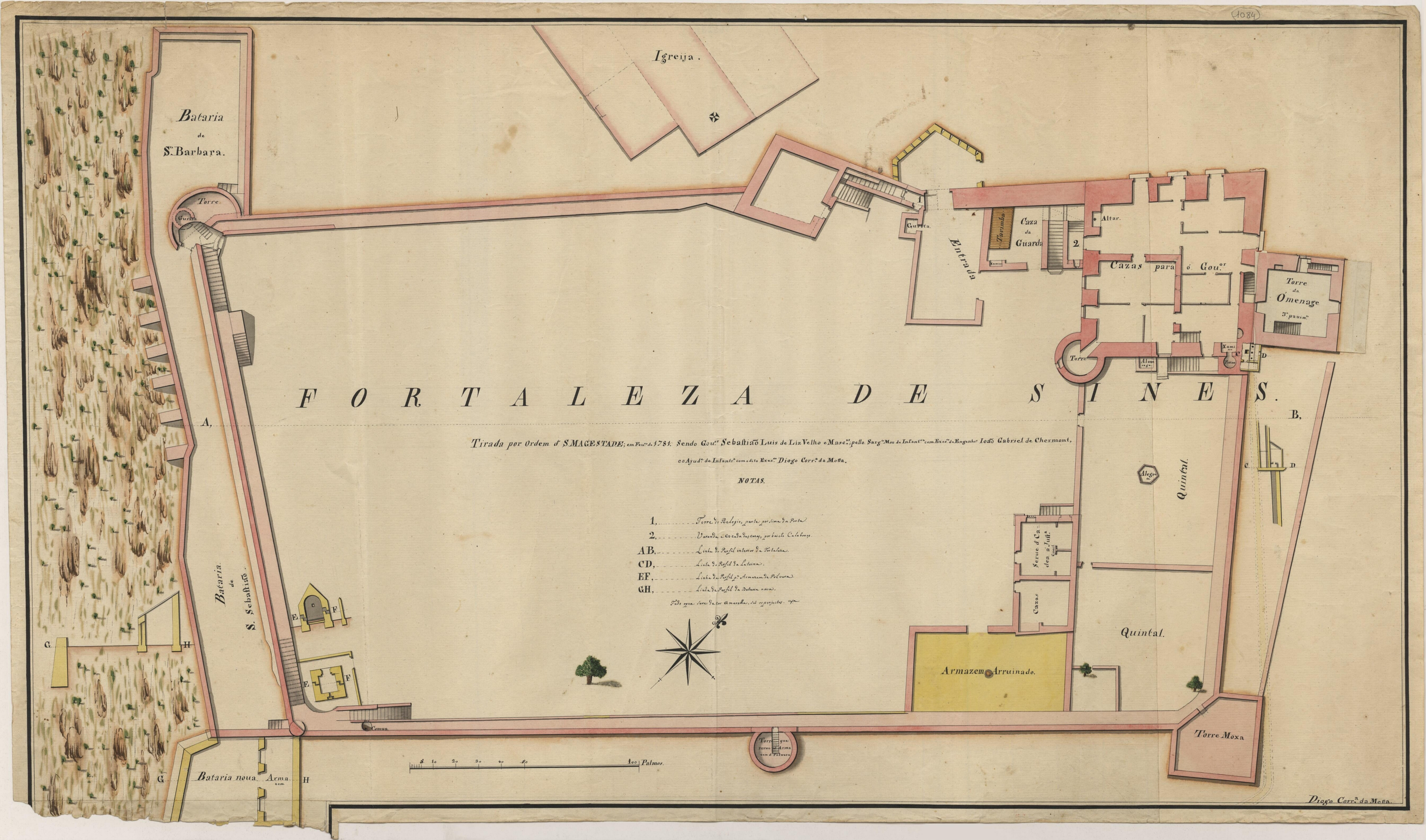
Planta do Castelo de Sines, em 1781.

### Século XVI a XIX
Alguns dos soldados do castelo fizeram parte da Confraria de São Sebastião, que esteve ligada à Ermida de São Sebastião, construída por volta do século XVI. No século XVII foi planeado um ambicioso programa de desenvolvimento do castelo, como forma de melhorar as suas condições de defesa contra os ataques dos corsários. No entanto, só foi parcialmente executado, sendo dessa época a instalação da bateria na face meridional. Foi também nessa centúria que foi construído o Forte do Revelim, que tinha como finalidade proteger a povoação de Silves e as suas embarcações, funcionando em conjunto com o castelo.
Durante a Guerra Peninsular, nos princípios do século XIX, Sines foi pilhada por tropas francesas, que picaram o brasão da coroa real joanina, sobre a porta do castelo. No período de transição entre os séculos XIX e XX o castelo deixou de ter funções militares, tendo o seu interior sido reaproveitado como espaço para casas e hortas.

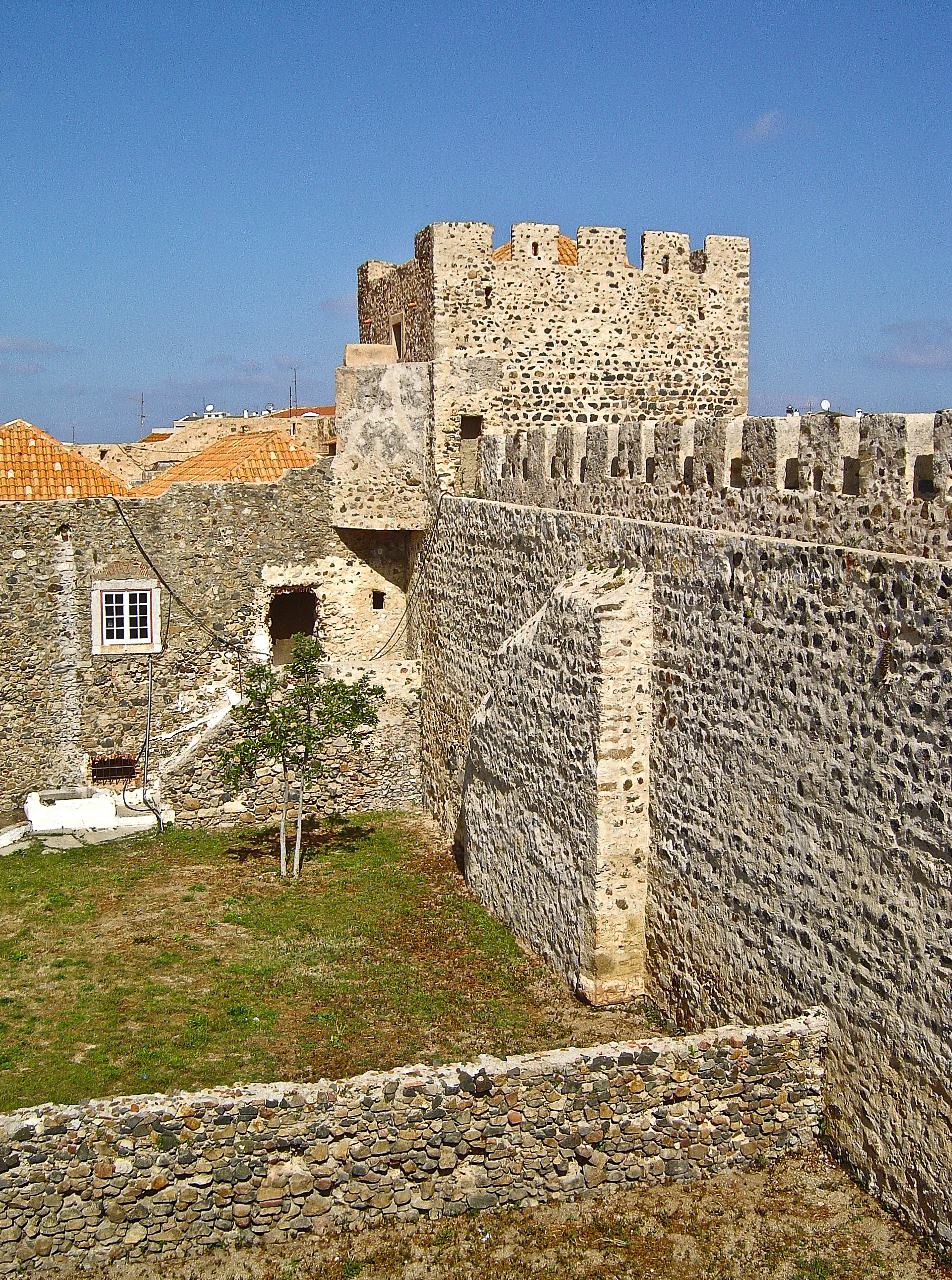
Interior do Castelo de Sines, em 2008. Ao fundo é visível a torre de menagem.

### Século XX
Foi classificado como Imóvel de Interesse Público em 24 de Junho de 1933.
Em meados do século XX ruiu parte da muralha, no lanço fronteiro ao Largo João de Deus. Em 1956 foram feitas algumas obras de restauro, que tiveram como finalidade consolidar a estrutura de parte co castelo. Na década de 1960 o castelo foi alvo de trabalhos arqueológicos por parte de José Miguel da Costa, que encontrou os vestígios de um templo cristão dentro da estrutura das muralhas.
O monumento foi muito danificado pelo terramoto de 1969, tendo uma das torres desabado.
Em 1970 foi inaugurada a estátua a Vasco da Gama, junto à torre ocidental do castelo. Em 1972, foram feitas escavações no castelo, por parte do Grupo de Trabalhos Arqueológicos da Área de Sines, na sequência de obras nas imediações.
Em 1990 foram descobertos os vestígios de uma fábrica romana junto ao lanço nascente da muralha do castelo. Nesse ano também se iniciou o programa de Trabalhos Arqueológicos no Castelo de Sines, que incidiu principalmente na área fora da muralha meridional da fortaleza, no sentido de estudar os vestígios romanos naquele local e promover a sua integração em futuros planos de arranjo urbanístico. O programa continuou no ano seguinte, tendo como finalidade acompanhar os trabalhos de picagem das paredes do castelo, fazer sondagens no interior, e prosseguir as escavações dos vestígios romanos. Ao longo da década de 1990, o Museu de Arqueologia e Etnografia do Distrito de Setúbal realizou trabalhos arqueológicos no castelo, no âmbito de um programa de recuperação do monumento, tendo sido encontrados vestígios de ocupação dos períodos Paleolítico, Epipaleolítico e romano, por debaixo do castelo.
Entre 1998 e 2001 o castelo foi alvo de uma grande intervenção de restauro, realizada em parceria entre a Câmara Municipal e a Direcção-Geral dos Edifícios e Monumentos Nacionais, que teve como finalidade o restauro e a consolidação dos panos exteriores, tendo igualmente incidido sobre algumas áreas no interior. Foi igualmente por volta de 1998 que foi fundado o Festival Músicas do Mundo, organizado no interior do castelo.

### Século XXI
Em meados da década de 2000, o castelo entrou em obras, no sentido de permitir a instalação do Museu Municipal de Sines e da Casa-Museu Vasco da Gama. Esta intervenção fez parte de um programa maior para a dinamização cultural e social do monumento, incluindo a organização do festival Músicas do Mundo e de outros eventos, e englobou igualmente a recuperação e arranjo paisagístico da área em redor, como o Largo Poeta Bocage. As obras no castelo em si foram planeadas e coordenadas pelo arquitecto Ricardo Estevam Pereira, e além da instalação dos dois espaços museológicos, também incluíram outras intervenções no imóvel, nomeadamente no terreiro e nas muralhas, tendo sido rasgada uma nova porta na muralha oriental. Esta nova entrada melhorou os acessos ao interior do castelo, e permitiu a sua integração nos percursos pedestres de Sines, tendo potenciado o Largo João de Deus como espaço urbano.
Enquanto decorriam os trabalhos, o museu municipal esteve temporariamente instalado na Capela de Misericórdia, desde Julho de 2007. Também em 2007 prosseguiu o programa de Trabalhos Arqueológicos no Castelo de Sines, desta vez associado principalmente à planeada abertura de uma nova porta nas muralhas.
Em 24 de Novembro de 2008 foram inaugurados a Casa de Vasco da Gama e o núcleo sede do Museu de Sines, no interior do castelo, tendo a cerimónia contado com a presença do Presidente da República, Aníbal Cavaco Silva. A Casa de Vasco da Gama foi instalada na antiga torre de menagem, enquanto que o núcleo sede do Museu de Sines ocupou o antigo Paço dos Governadores Militares. A área do antigo aquartelamento também foi modificada, passando a albergar um serviço educativo, cafetaria e residências artísticas de Verão. No sentido de permitir a instalação destes novos serviços, o castelo foi alvo de profundas obras de restauro, que incidiram principalmente sobre os espaços no seu interior, tendo esta intervenção envolvido um investimento aproximado de 900 mil Euros, financiado em parte por fundos europeus, através do Plano Operacional da Cultura. Contou igualmente com o apoio científico do Instituto de Gestão do Património Arquitectónico e Arqueológico. A primeira exposição no Museu foi dedicada ao século XX em Sines, explicando temas como a pesca e a cortiça, e dando um especial destaque ao complexo industrial, que levou a grandes alterações sócio-económicas no concelho.
O programa de recuperação do Castelo de Sines e dos seus espaços envolventes venceu o prémio de 2009 do Instituto da Habitação e da Reabilitação Urbana, na categoria de Reabilitação Integrada de Conjuntos Urbanos, tendo recebido igualmente quatro prémios e oito menções honrosas nas categorias de Promoção Municipal e Regional, Promoção Privada, Promoção Cooperativa, Reabilitação Isolada de Imóveis e Reabilitação ou Qualificação de Espaço Público. De acordo com o júri do prémio, o programa de restauro do castelo foi considerado como uma «reabilitação com respeito pelas estruturas construtivas e espaciais com valor histórico/patrimonial, rigor na reabilitação da muralha, dos madeiramentos, nomeadamente da estrutura aparente das coberturas, dos rebocos e das pinturas dos tectos», acrescentando que «as estruturas introduzidas na praça adjacente à porta de armas têm bom desenho, potenciam os equipamentos existentes nesse espaço e não comprometem as estruturas arqueológicas que poderão existir no subsolo».
Em 18 de Janeiro de 2011, a Câmara Municipal de Sines informou que já se tinham iniciado as obras nos espaços pedonais envolventes ao Castelo, abrangendo o Largo João de Deus, um baluarte do Castelo e o local do antigo cemitério, compreendendo a área entre a Igreja Matriz e a estátua de Vasco da Gama. Iria incluir igualmente o enterramento da estação elevatória nas imediações da muralha nascente do castelo, tal como a salgadeira romana situada perto da entrada. No caso do baluarte, previa-se a sua repavimentação em lajes de lioz, a realização de obras de consolidação na muralha, e a instalação de um toldo. Esta intervenção teve como finalidade a requalificação daqueles espaços e a melhoria das condições de conforto e mobilidade, tendo sido realizadas no âmbito do Programa de Acção para a Regeneração Urbana de Sines, e foi orçada em cerca de 321 mil Euros, com o apoio de fundos comunitários.
Em 2016 foi retomado o programa de Trabalhos Arqueológicos no Castelo de Sines, com a realização de pesquisas geofísicas, que tinham como finalidade determinar o potencial arqueológico do subsolo, no interior do castelo de Sines, identificando assim as áreas de interesse científico, e permitindo um melhor planeamento em termos da instalação de infraestruturas no subsolo. Foram encontradas várias zonas de interesse, tanto na Casa do Governador como noutros pontos no interior das muralhas, tendo sido identificados alinhamentos geométricos que poderão ser alicerces de prédios e habitações, estruturas negativas e derrubes de estruturas arqueológicas. Em 2021 as fábricas romanas junto ao castelo foram abertas ao público, após uma intervenção que permitiu expôr e ao mesmo tempo salvaguardar os vestígios existentes.
Em Junho de 2024, foi organizada uma visita ao Castelo de Sines, no âmbito das comemorações do primeiro aniversário do pólo de Sines da Ordem dos Engenheiros. Em 19 de Janeiro de 2025, uma comitiva da cidade chinesa de Dalian esteve no castelo, como parte da sua visita a Sines, organizada pela Associação de Desenvolvimento Regional do Alentejo. No dia 29 de Janeiro voltou a ser organizada uma visita ao monumento, desta vez por parte da Secretária de Estado da Cultura, Maria de Lurdes Craveiro, que esteve em Sines no âmbito do programa de requalificação da Igreja de Nossa Senhora das Salvas.

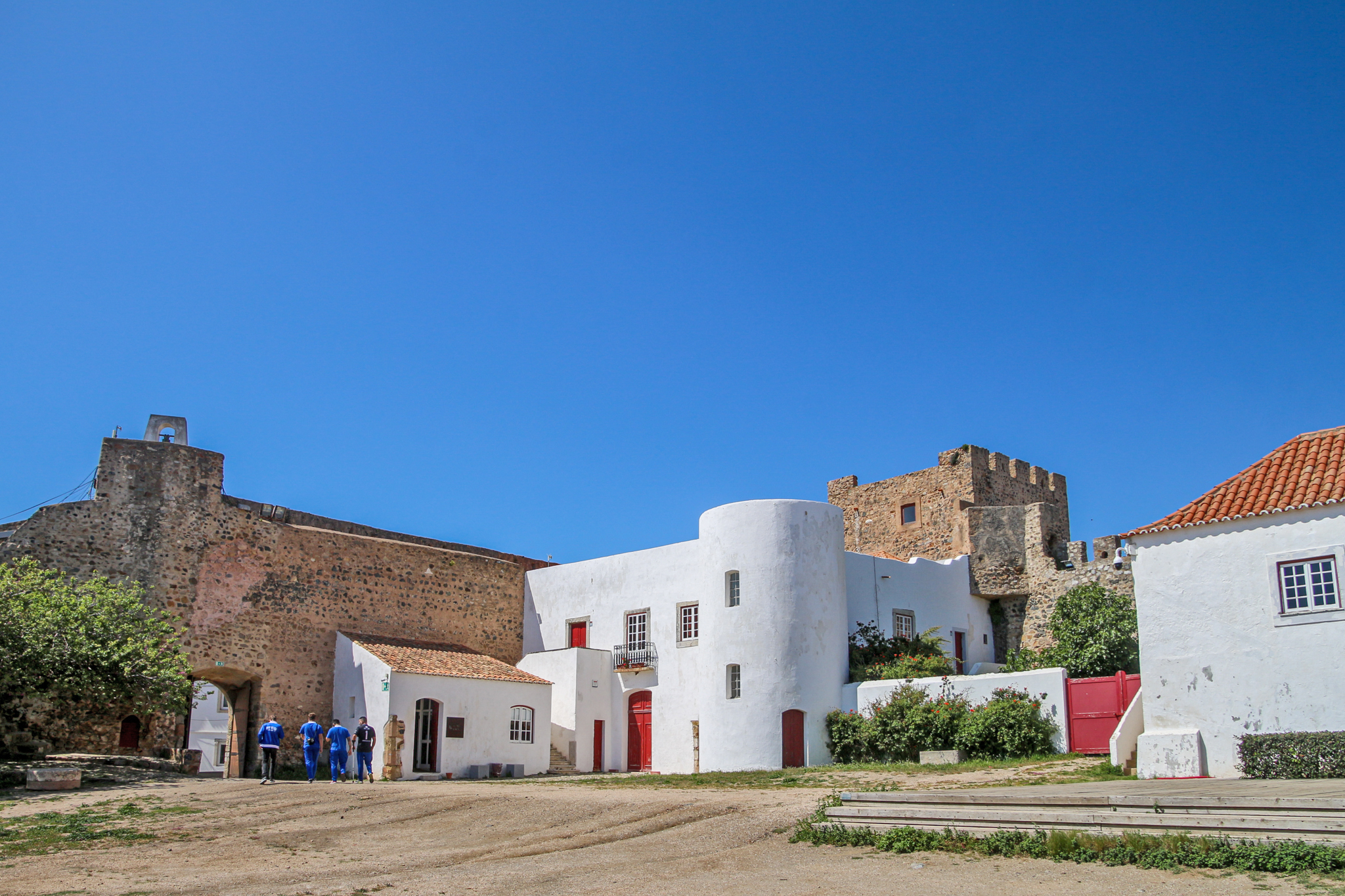
Antigas dependências no interior do castelo, adaptadas para as funções do museu: a casa térrea no centro é antiga Casa da Guarnição, que funciona como recepção; o edifício de dois pisos é o Paço dos Governadores, onde foi instalado o museu em si; no lado direito encontra-se o antigo aquartelamento, que foi aproveitado para o serviço educativo. Ao fundo encontra-se a Torre de Menagem, que alberga a Casa-Museu Vasco da Gama.

## Características

### Localização
O castelo de Sines situa-se no alto de uma falésia sobre o oceano, no centro histórico da cidade. Nas imediações encontram-se vários monumentos e edifícios históricos, como a Igreja Matriz, a Estátua a Vasco da Gama, o edifício dos Paços do Concelho, e a Capela da Misericórdia. Perto da muralha nascente encontra-se igualmente um complexo de fábricas romanas de preparados de peixe.

### Configuração
O castelo ocupa uma área considerada reduzida, de apenas cerca de meio hectare, o que provavelmente indicia que aquando da sua construção já a povoação era demasiado grande para ser totalmente provida de uma cerca. A configuração da fortaleza aproxima-a mais das novas tendências manuelinas do que as antigas tradições góticas, sendo isto particularmente visível na sua planta, de forma trapezoidal irregular, de forma sensivelmente rectangular, enquanto que os antigos castelos góticos geralmente eram de planta ovalada. Tem uma torre de menagem e três torreões, dois dos quais de planta poligonal, situados nos vértices da fachada setentrional, enquanto que o terceiro é composto por uma torre circular no canto Sudoeste. Adossada ao lado meridional do castelo encontra-se uma bateria, de pequenas dimensões e forma ligeiramente estrelada.
A torre de menagem situa-se no ângulo Noroeste, e tem três andares, sendo cada uma das faces rasgada por três janelas, destacando-se a superior, de configuração mainelada, que poderá ser um vestígio ainda da estrutura original do castelo. Neste espaço encontra-se um museu, a Casa de Vasco da Gama, dedicada ao navegador e aos Descobrimentos Portugueses, tendo sido organizada uma exposição de cariz principalmente multimédia, devido à escassez de espólio disponível sobre este tema. A exposição virtual, criada pela empresa YDreams, centra-se principalmente na vida de Vasco da Gama, explicando a sua vida no interior do castelo e as suas importantes viagens a África e à Ásia, e o seu impacto no desenvolvimento do mundo moderno e do globalismo.

### Interior
O castelo conta com duas entradas: a antiga principal, que dá acesso ao Largo Poeta Bocage, e uma nova aberta durante o programa de restauro na década de 2000, virada para o Largo João de Deus. No passado existiram igualmente outras portas, que foram encerradas. No interior, adossado aos dois torreões de planta poligonal e situado junto à porta principal, encontra-se o antigo paço, que originalmente tinha dois pisos, mas foi profundamente alterado em obras posteriores. Neste edifício, igualmente conhecido como Paço dos Governadores Militares ou alcáçova, foi instalado o núcleo sede do Museu de Sines, que ocupa o piso térreo e o primeiro andar daquele edifício. No piso térreo encontra-se a Casa Forte do Museu, onde se encontram as peças de maior valor, como o Tesouro do Gaio, do século VII a.C. e origem fenícia, o Tesouro do Africano, composto por moedas de prata, e o espólio numismático do fundador do museu, José Miguel da Costa, que é considerado como um dos mais ricos em Portugal.
A área do antigo aquartelamento foi adaptada para funcionar como biblioteca, serviço educativo, cafetaria e residências artísticas de Verão. Na antiga Casa da Guarnição foi instalada a recepção do castelo, enquanto que no espaço das antigas cavalariças foram colocados os fundos e reservas do museu, e o serviço administrativo.

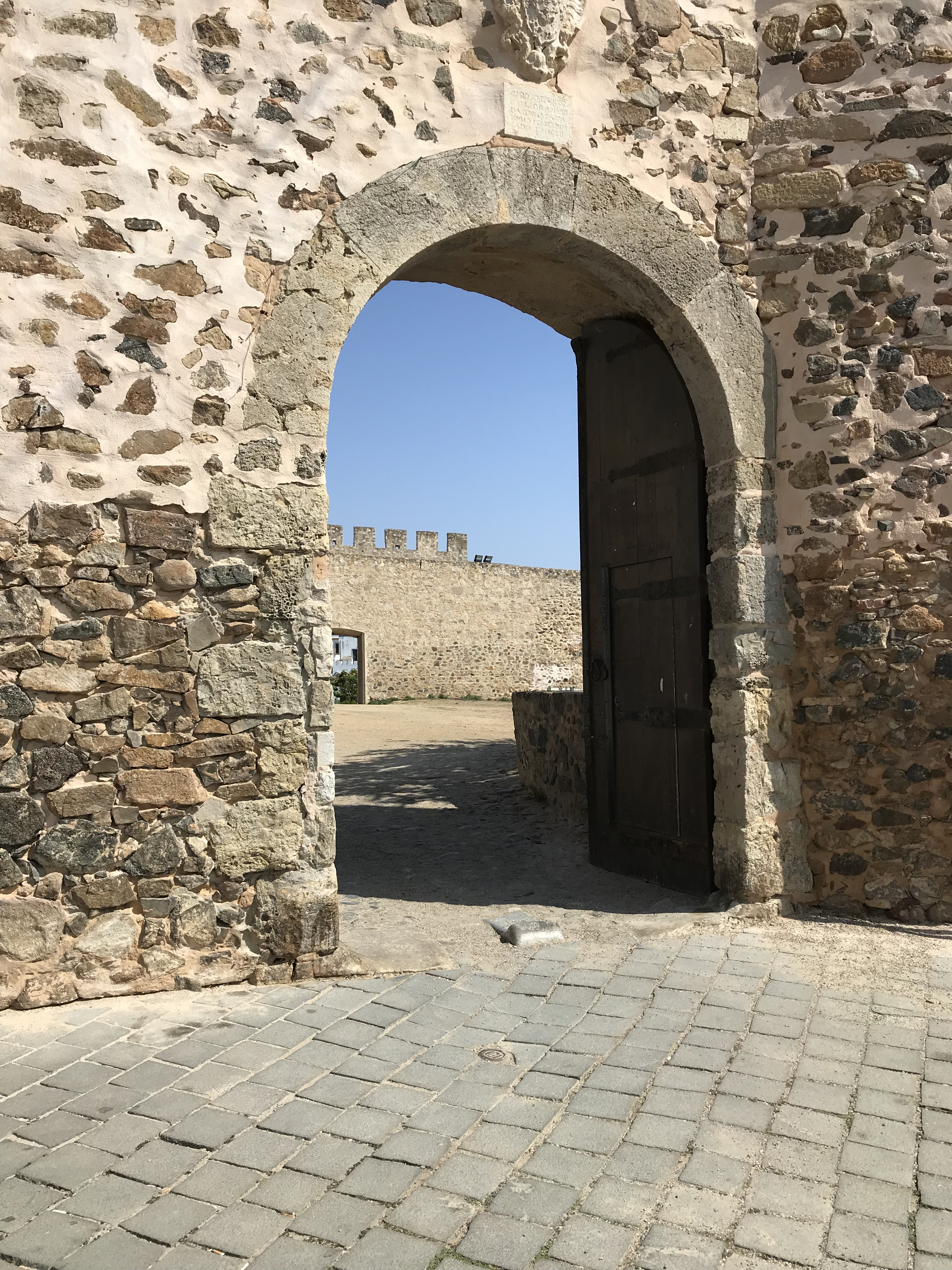
Porta do Castelo de Sines, em 2019.

### Eventos
O monumento é normalmente utilizado em eventos de vários tipos, tendo por exemplo albergado em 2009 um conjunto de iniciativas no âmbito das Jornadas Europeias do Património, que incluíram o lançamento do livro Forte do Pessegueiro, fortificação da costa de Sines após a Restauração de António Martins Quaresma, na Sala de Armas do castelo, em 2022 a Feira do Mar, que incluiu conferências e encontros sobre a temática dos oceanos, em 2023 a peça Eu Fêmea do Teatro do Mar, e em 25 de Abril de 2025 um concerto comemorativo da Escola das Artes do Alentejo Litoral.
Destaca-se principalmente o Festival Músicas do Mundo, considerado como um dos maiores festivais de world music em Portugal, que normalmente é organizado no interior do castelo.

### Espólio
Em termos de espólio arqueológico, na área do castelo foram encontrados fragmentos de mosaicos e de peças de cerâmica, identificados como pertencentes ao período romano e à alta Idade Média. Entre o material romano encontra-se terra sigillata, bojos de ânforas e tesselas.
Destaca-se igualmente a descoberta, nos princípios da década de 1960, de duas fíbulas romanas na cerca do castelo. Uma delas da tipologia de charneira e arco triangular, um modelo muito comum na época romana, inclusive no futuro território português entre os séculos I a.C. e I d.C., mas o outro é muito raro em Portugal, sendo mais semelhante aos modelos utilizados na Europa Central, principalmente na Alemanha, nos séculos IV a V d.C.. Parte do espólio do castelo fez parte da exposição inicial do Museu Municipal de Sines, inaugurado em 30 de Dezembro de 1962.

## Leitura recomendada
- QUARESMA, António Martins; SILVA, Carlos Tavares da;  et al. (1998). Da ocidental praia lusitana, Vasco da Gama e o seu tempo. Lisboa: Comissão Nacional para as Comemorações dos Descobrimentos Portugueses. ISBN 972-8325-73-8